# Szorstkość liści czereśni
Szorstkość liści czereśni (ang. American rasp leaf of cherry, rasp leaf of cherry) – wirusowa choroba czereśni wywołana przez wirusa szorstkości liści czereśni (Cherry rasp leaf virus, CRLV).

## Objawy
Wzdłuż głównego nerwu i nerwów bocznych na dolnej stronie porażonych liści rozwijają wyraźne narośla, tzw. enacje. Rosną prostopadle do powierzchni blaszki liściowej rozszerzając się ku brzegowi blaszki. Liście są zniekształcone, pofałdowane, często wyjątkowo wąskie, ale pozostają zielone. Ich górna powierzchnia jest chropowato-grudkowata z zagłębieniami. Zielony kolor odróżnia szorstkość liści czereśni od nekrotycznej pierścieniowej plamistości drzew pestkowych.
Objawy zaczynają się w dolnej części drzewa i przesuwają się w górę w miarę rozprzestrzeniania się wirusa. Ponieważ na porażonym drewnie rozwija się mniej pączków liści, jego gałęzie ogałacają się z liści w dolnej części korony, a liście w górnych partiach są zniekształcone enacjami. Choroba może rozwinąć się na drzewach wiśniowych posadzonych w miejscach, gdzie usunięto chore drzewa wiśniowe. Pędy mogą być skarłowaciałe, a na pniach i gałęziach mogą rozwijać się raki. Plon ulega zmniejszeniu, a silnie porażone gałęzie i młode drzewa mogą obumrzeć.

## Epidemiologia i ochrona
Wirus szorstkości liści czereśni może wystąpić wraz z wirusami powodującymi karłowatość drzew pestkowych (Prunus dwarf virus), liściozwój czereśni (Cherry leaf roll virus) i utajonej pierścieniowej plamistości truskawki (Strawberry latent ringspot virus). Przenosi się przez okulizację i szczepienie, przenoszą go także nicienie Xiphinema americanum. Podobnie jak w przypadku innych chorób wywołanych przez nicienie, objawy pojawiają się na pojedynczych drzewach i mają tendencję do rozprzestrzeniania się na zewnątrz w kształcie koła. okres inkubacji wirusa trwa 8–10 miesięcy.
Główną metodą zapobiegania chorobie jest używanie do nasadzeń zdrowych sadzonek, a do szczepienia i okulizacji zdrowego materiału rozmnożeniowego. Porażone drzewa usuwa się z sadu. Na miejsca po usuniętych drzewach nie należy sadzić nowuxh.